# Miltoncostaea marina
Miltoncostaea marina es una especie de  bacteria del género Miltoncostaea. Fue descrita en el año 2021, es la especie tipo. Su etimología hace referencia a marino. Se tiñe gramnegativa, siendo una de las excepciones en el filo Actinomycetota. Es aerobia y móvil mediante un flagelo. Tiene un tamaño de 0,5-0,7 μm de ancho por 1,3 μm de largo. Temperatura de crecimiento entre 20-37 °C, óptima de 28 °C. Forma colonias circulares, convexas y de color blanco tras 14 días de incubación en agar MA. Catalasa y oxidasa positivas. Tiene un genoma de 3,37 Mpb y un contenido de G+C de 76,1%. Se ha aislado de sedimentos marinos a 460 metros de profundidad en el Mar de China.